# Casa Masó
|  | Pel que fa a la casa situada a la Pujada de Sant Feliu, vegeu Casa Masó Bru. |

La Casa Masó un edifici situat al número 29 de carrer Ballesteries de Girona que fou la casa natal de l'arquitecte Rafael Masó i Valentí. Guarda la memòria de diverses generacions familiars i és un símbol del desplegament del Noucentisme a Girona. Des del 2006 és la seu de la Fundació Rafael Masó.
Perfectament integrada dins l'entorn urbà, l'edifici consta de planta baixa, tres pisos i terrat. La façana del carrer Ballesteries denota influències secessionistes, alhora que també s'utilitzen elements del llenguatge Barroc, amb frontons circulars damunt dels balcons. La part posterior dona al riu Onyar amb galeries de vidre i ceràmica decorativa que recull motius populars. L'escala i els interiors foren dissenyats pel mateix arquitecte segons les regles de l'estil modernista. És d'obra estucada. És una obra inclosa en l'Inventari del Patrimoni Arquitectònic de Catalunya i fou declarada Bé Cultural d'Interès Nacional el 2023.

## Descripció

### Situació i exterior
La Casa Masó és el resultat de la unió de quatre cases de tipus menestral a la vora del riu Onyar al carrer Ballesteries de Girona. Durant més de 150 anys ha estat la casa pairal dels Masó i els seus avantpassats. A partir de 1910, l'immoble va acollir les primeres intervencions del fill arquitecte Rafael Masó i Valentí, que havia obtingut el títol l'any 1906 a Barcelona. Primerament es troben un seguit d'objectes i mobiliari dissenyats per l'arquitecte per complaure els seus pares en dates assenyalades: draps de taula, cobrellits, làmpada, jardineres, etc. A partir de 1911 Rafael Masó va rebre l'encàrrec del seu pare per reformar totalment la casa i adequar-la a les necessitats d'una família nombrosa. Rafael Masó va aprofitar aquesta intervenció per donar a la casa un aspecte més noble, en consonància amb l'ascens social experimentat per la família. Per aconseguir el seu objectiu va recórrer a elements de la tradició arquitectònica catalana que combinà amb innovacions de la seva arquitectura que aleshores vivia un procés de revisió vers el moviment noucentista que s'estava gestant.

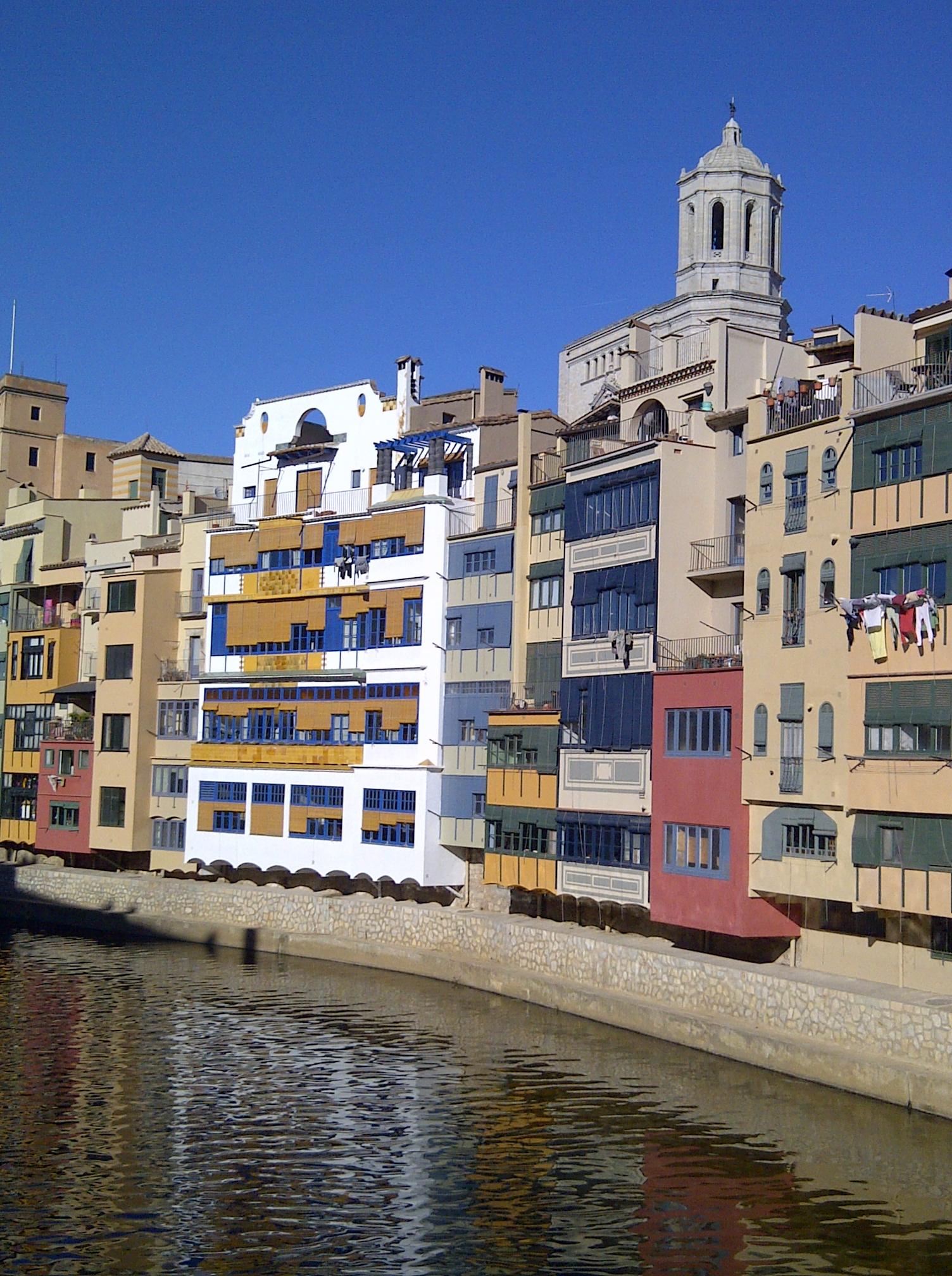
Casa Masó vista des del riu Onyar

La primera intervenció arquitectònica de Rafael Masó a la casa va consistir a unificar les tres cases preexistents, dues de les quals ja s'havien unit a finals del segle xix, mitjançant l'anivellament dels respectius forjats i de les dues façanes, tant per la part del riu com pel carrer Ballesteries. A la façana del riu, Masó va construir una galeria amb vidres, element que esdevindria arquetípic d'aquest espai urbà i que decorà amb rajoles grogues provinents de la fàbrica La Gabarra de La Bisbal.
Per la banda de Ballesteries, Rafael Masó ajustà les alçades de les diferents cases, mantenint-ne, però, la singularitat. Per contribuir a l'ennobliment del conjunt, Masó projectà un tractament de façana en estucat de carreus, amb sòcol de pedra a la part inferior i una gran porta dovellada d'accés a l'habitatge. Traspassat el llindar de la portalada Masó, va dissenyar un vestíbul i escala amb elements de la tradició barroca, reminiscències de casa pairal i motius heràldics, per aconseguir dotar l'espai de solemnitat, d'acord amb la imatge de família burgesa que es volia projectar.

### Interior i usos

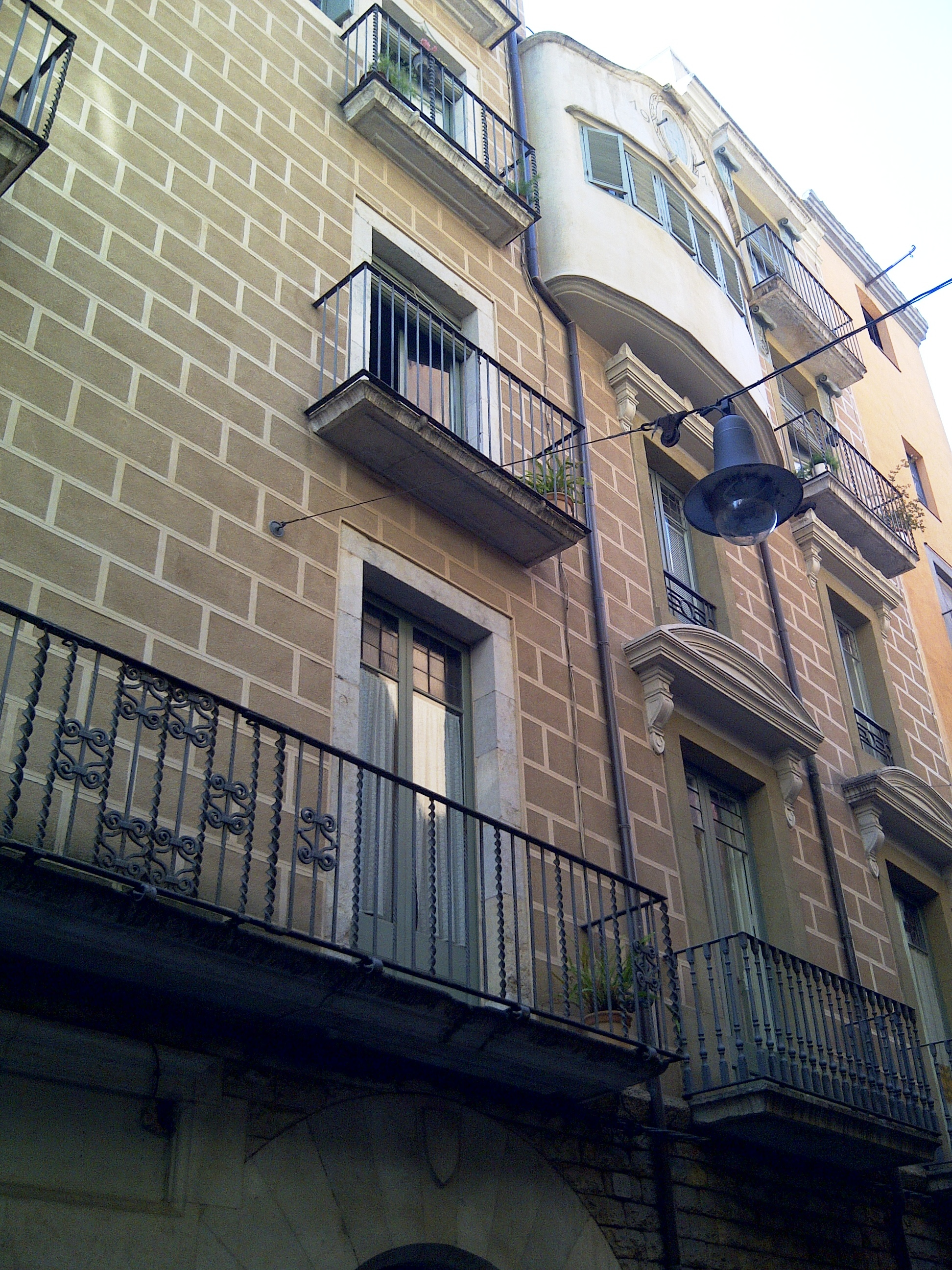
Façana de la Casa Masó al carrer Ballesteries

Ja al primer pis, Masó va cercar en la distribució interior i especialment en el disseny del vestíbul i l'escala interior, l'optimització de l'espai en benefici de l'aparença d'amplitud, gràcies també al recurs de l'escala interior de fusta i la llum zenital de la claraboia com innovació tècnics remarcable.
La combinació dels colors, dels materials i dels dissenys, que ja avançaven el canvi cultural i estètic del noucentisme, van permetre al jove arquitecte experimentar en la casa pròpia propostes que després esdevindrien icòniques en altres projectes seus.
El segon espai a destacar del primer pis, que per molts motius esdevé protagonista de la visita a la Casa Masó és el menjador familiar. Rafael Masó va dissenyar un clos entre vitralls que va esdevenir el nucli privilegiat de la vida familiar, i l'escenari de dinars i trobades on sovint hi eren convidats els amics noucentistes que Masó havia fet a Barcelona. El menjador està decorat amb un mobiliari de gust popular propi del noucentisme. L'element protagonista és la gran làmpada de ferro amb farbalà brodat que els fills Masó regalaren als seus pares el 1910 i que fou dissenyada per l'arquitecte i executada per Nonito Cadenas pel que fa al treball del ferro i per les seves germanes Paula i Angelina i la seva promesa Esperança Bru, pel que fa al brodat. El conjunt del menjador s'enriqueix amb escollides pintures, escultures, com Dona del farcell (ca. 1906) d'Enric Casanovas i peces de ceràmica antiga, que denoten la sensibilitat artística de la família.
El tercer escenari de la intervenció de Masó es troba en la galeria que dona al riu. Per la seva situació estratègica, ofereix perspectives inèdites de la ciutat i al mateix temps esdevé un espai de repòs, decorat a la mediterrània, recollint un altre dels referents propi del món noucentista.
Masó va tornar a intervenir en l'espai del primer pis set anys més tard, quan mort el pare, Rafael Masó i Pagès, heretà la casa el primogènit, l'advocat i polític Santiago Másó. En aquell moment, Santiago va adquirir la darrera finca del conjunt, corresponent al número 29 i encarregà al seu germà l'adequació del nou espai i de part de la casa familiar per al seu ús particular i exercici professional. En aquesta planta, el nou propietari encarregà al seu germà un projecte pel seu nou despatx d'advocat. Rafael Masó hi projectà una llibreria de paret de factura noucentista, decorada amb vidres bufats alemanys provinents del viatge de noces de l'arquitecte. També hi va disposar una taula de despatx i unes poltrones de conjunt. El disseny del mosaic del terra fou encarregat a Josep M. Pericas, company de promoció i amic de Rafael Masó.

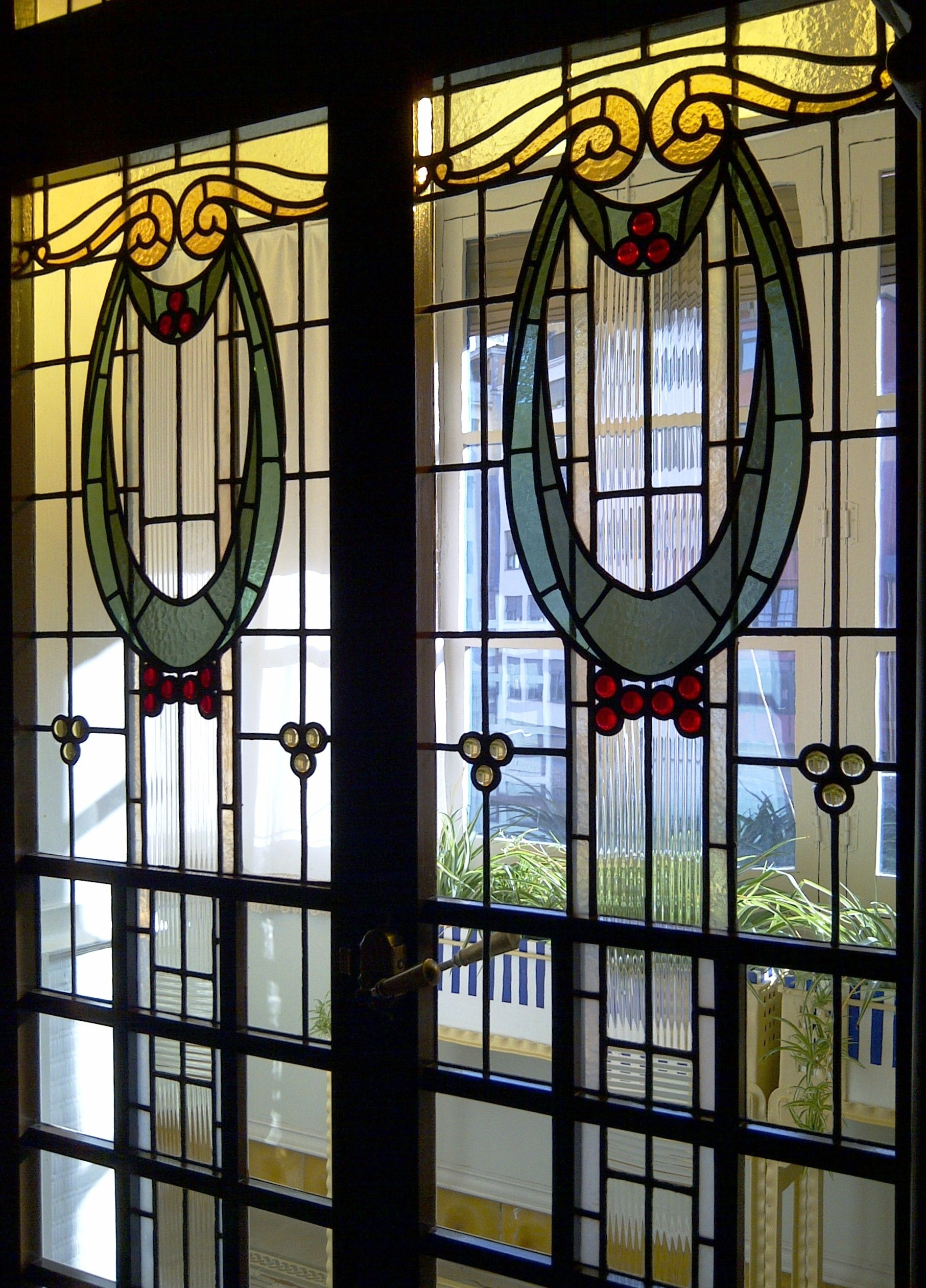
Vitralls interiors

Amb l'adquisició de la casa número 29, es completa la finca de l'actual Casa Masó i s'acaba la remodelació interior i exterior. És en aquest moment quan Rafael Masó construirà el remat de la façana amb pèrgola en la façana de l'Onyar proporcionant a l'immoble la seva silueta característica.
La distribució interior de l'espai, probablement heretat de l'antiga configuració de cases independents de la finca, es manté en l'estructura de dúplex com innovació domèstica de l'època. En aquest context, quan Masó va planificar l'espai, preveia destinar les plantes primera i segona a l'habitatge dels seus pares i els seus germans i les plantes tercera i quarta a la seva pròpia casa, que havia d'habitar amb la seva esposa Esperança Bru. En aquest context Masó dissenyà l'escala de fusta de llistons verticals que ha esdevingut una icona imprescindible de la seva obra, i que s'inspira en altres realitzacions d'arquitectes europeus del moment. L'arquitecte preveia repetir la mateixa solució de l'escala al seu habitatge propi, però el projecte s'estroncà quan definitivament l'arquitecte i la seva esposa no es varen instal·lar a la Casa Masó.
En el segon pis de la finca Santiago Masó hi disposaria les seves estances privades i novament va recórrer al seu germà arquitecte, en aquesta ocasió per la construcció d'una cambra de bany, la primera de la història de la finca, que Rafael Masó decorà amb profusió de ceràmica groga i ocre i uns vitralls amb ornamentació floral de clara estilització noucentista, que aconsegueixen la seva màxima expressió en les hores baixes quan el sol declina.
Posteriorment Joan Masó, farmacèutic, impressor i germà de l'arquitecte, en casar-se l'any 1924 s'instal·la en el pis que en principi s'havia previst per Rafael Masó i Esperança Bru, i novament va recórrer al seu germà arquitecte per l'adequació dels espais i el disseny del mobiliari. Aquesta circumstància ens permet copsar l'evolució estilística i formal de l'arquitecte a través dels testimonis deixats.

## Cronologia
Entre 1910 i 1918 Rafael Masó Valentí reformà la seva casa natal en dos moments. Els anys 1910-12 unifica les façanes del riu i del carrer que portaven els números 31, 33 i 35. A l'interior, dissenyà el menjador amb els vitralls emplomats, l'escala de fusta interior i la claraboia del segon pis. També dibuixà diversos objectes per l'interior com la làmpada i part dels mobles del menjador, les jardineres de la galeria i algunes peces tèxtils brodades. L'any 1918 tornà a intervenir a la casa per al seu germà Santiago Masó, que ja havia adquirit el número 29, després de casar-se amb Carme de Vinyals. Fou el moment de l'acabament total de les dues façanes amb el coronament per la banda de l'Onyar, algunes peces del menjador com el trinxant i el bufet, el despatx d'advocat i la cambra de bany del segon pis, que dona al riu i que representava la recuperació d'un espai amagat. Posteriorment tornà a intervenir en el tercer pis dissenyant el mobiliari del seu germà Joan Masó.

## Obres d'art
Durant el segle i mig d'història dels Masó a la seva casa pairal, i especialment durant els darrers cent anys que hi ha viscut la generació Masó-Valentí, la casa s'ha enriquit amb un conjunt d'obres d'art com a fruit de l'activitat artística dels seus membres, del gust pel col·leccionisme i de les relacions d'amistat amb artistes contemporanis.
Les arts plàstiques més representades són la pintura i l'escultura. Pel que fa a la pintura, a més de l'obra pròpia de l'avi Gaudenci Masó i del pare de l'arquitecte, Rafael Masó i Pagès, hi ha una bona mostra de pintura catalana de principis del segle xx, especialment de paisatges i retrats. A les parets de la casa hi ha de quadres de: Laureà Barrau, Modest Urgell, Joan Brull, Lluís Graner, Baldomer Gili Roig i Iu Pascual. També es conserva una bona col·lecció de dibuixos. S'exposen, entre d'altres, dos dibuixos atribuïts a Francisco de Goya i altres de Marià Salvador Maella, Eugenio Lucas i Vicent López i Portaña.
L'escultura hi és representada amb peces noucentistes dels artistes gironins Fidel Aguilar i Adolf Fargnoli. Altres autors representats són: Enric Casanovas, amb l'esmentada Dona del farcell, Josep Llimona amb la figura de Verge amb nen de la cambra de Joan Masó, i Josep Armengol amb la figura Dona que es pentina.
Des de 2006 és propietat de l'Ajuntament de Girona i és gestionada per la Fundació Rafael Masó. Des del 28 d'abril de 2012 està oberta al públic a través de visites guiades.